# Jhon Berrío
Jhon Andrés Berrío (* 26. März 2002) ist ein kolumbianischer Leichtathlet, der sich auf den Weitsprung spezialisiert hat.

## Sportliche Laufbahn
Erste Erfahrungen bei internationalen Meisterschaften sammelte Jhon Berrío im Jahr 2021, als er bei den U20-Südamerikameisterschaften in Lima mit 7,61 m die Goldmedaille im Weitsprung gewann und im Dreisprung mit 14,82 m den fünften Platz belegte. Anschließend gewann er bei den U20-Weltmeisterschaften in Nairobi mit 7,97 m die Silbermedaille im Weitsprung und gelangte mit der kolumbianischen 4-mal-100-Meter-Staffel mit 40,00 s auf Rang fünf. Im Oktober wurde er bei den U23-Südamerikameisterschaften in Guayaquil mit 7,58 m Vierter und gewann dann bei den erstmals ausgetragenen Panamerikanischen Juniorenspielen in Cali mit 7,82 m die Bronzemedaille hinter dem Kubaner Maikel Vidal und Kelsey Daniel aus Trinidad und Tobago. Im Jahr darauf siegte er mit 7,56 m bei den Juegos Bolivarianos in Valledupar und gewann auch bei den U23-Südamerikameisterschaften in Cascavel mit 7,70 m die Goldmedaille. Kurz darauf sicherte er sich bei den Südamerikaspielen in Asunción mit 7,89 m die Bronzemedaille hinter dem Peruaner José Luis Mandros und Emiliano Lasa aus Uruguay.
2023 gelangte er bei den Südamerikameisterschaften in São Paulo mit 6,56 m auf Rang 16 im Weitsprung.
2022 wurde Berrío kolumbianischer Meister im Weitsprung.

## Persönliche Bestleistungen
- Weitsprung: 7,97 m (−0,4 m/s), 20. August 2021 in Nairobi (kolumbianischer U20-Rekord)
- Dreisprung: 15,23 m (+0,5 m/s), 11. April 2021 in Ibagué